# Nefinanční reporting
Nefinanční reporting je povinnost některých velkých firem uveřejňovat ve svých výročních zprávách informace týkající se environmentálních, sociálních a zaměstnaneckých otázek, dodržování lidských práv a boje proti korupci a úplatkářství. Povinnost vyplývá ze evropské směrnice o nefinančním reportingu, resp. z odpovídajících zákonů členských států EU. 

## Cíle nefinančního reportingu
Směrnice o nefinančním reportingu má za cíl poskytnout veřejnosti, tedy především zákazníkům a potenciálním investorům informace o působení velkých firem na jejich okolí, tedy informace potřebné pro odpovědná investiční rozhodnutí. 

## Povinné subjekty
Směrnice se týká podniků, které splňují všechna následující kritéria:
- Jedná se o subjekty veřejného zájmu. Těmi se rozumí subjekt, které se řídí právem členského státu a jsou obchodované na burze, úvěrové instituce a pojišťovny. Členské státy tuto definici mohou rozšířit.
- Dosahují čistého obratu 40 000 000 EUR nebo bilanční sumy 20 000 000 EUR
- Mají alespoň 500 zaměstnanců.

Stejná kritéria se týkají i skupin podniků. V jejich případě se kritéria B. a C. posuzují na agregovaném základě. Povinným subjektem jsou mateřské společnosti, které by měly zveřejňovat informace za celou skupinu. 

## Zveřejňované informace
Směrnice ukládá zveřejnění:
- stručného popisu obchodního modelu ve vztahu k jednotlivým oblastem, tedy environmentálním, sociálním a zaměstnaneckým otázkám, dodržování lidských práv a boje proti korupci a úplatkářství;
- popisu politik (strategií) v těchto oblastech, včetně uplatňovaných postupů náležité péče pro identifikaci, předcházení a řešení negativních dopadů;
- výsledků těchto politik (strategií)
- hlavních rizik negativních dopadů, jež jsou spojeny s operacemi podniku, a to i prostřednictvím obchodních vztahů, produktů nebo služeb, a způsobu, jakým jsou tato rizika řešena;
- nefinančních klíčových ukazatelů výkonnosti, které se vztahují k příslušné podnikatelské činnosti.[1]

U environmentálních dopadů Směrnice odkazuje na 4 klíčové ukazatele související s čerpáním zdrojů: využívání půdy, vodních zdrojů, emise skleníkových plynů a využívání materiálů. Body 2 a 4 spolu úzce souvisí. Směrnice neukládá povinnost vytvořit politiky pro každou oblast (bod 2). Reportující korporace může místo toho uvést jasné a odůvodnění vysvětlení, proč je nemá. Tento "comply-or-explain" přístup se však nevztahuje uveřejnění rizik negativních dopadů (bod 4). Kromě výše uvedených informací směrnice ukládá zveřejnit popis politiky diverzity pro správní, řídící a dozorčí orgány podniku s ohledem na věk, pohlaví, vzdělání nebo profesní zkušenosti.